# 萊昂內爾·格魯站
萊昂內爾·格魯站（法語：Station Lionel-Groulx）位於加拿大魁北克省蒙特利爾市的西部，是一個重要的換乘站，有1號線及2號線行經。這是蒙特利爾地鐵兩個跨月台轉車站中其中一個（另一個為斯諾登站）。

## 外部連結
- （法文）（英文）蒙特利爾交通局：萊昂內爾·格魯站 （页面存档备份，存于）（英文） （页面存档备份，存于）
- （法文）（英文）：萊昂內爾·格魯站 （页面存档备份，存于）（英文） （页面存档备份，存于），含有利安納·格魯站的資訊、歷史、車站結構與藝術品資料。